# Nina Donelli
Nina Donelli (Slovenija, 9. listopada 1997.)  hrvatska i slovenska je pjevačica.

### Početak solo karijere
Početkom 2014. godine sklopila je suradnju sa srpskim skladateljom Dušanom Bačićem, s kojim je realizirala svoj prvi singl "Zašto cure boli glava"

### Uspješna 2015. godina
Godine 2015. nakon prvog uspješnog singla "Zašto cure boli glava" snimila je drugi singl "Nina zovu me" koji ima preko 669.951 prikaz na Youtubu.

### 2016. godina
Godine 2016. snimila je četiri nova singla "Šalajdalaj", "Moje tijelo", "Zapalit ću klub",  "Primitivac negativac" s tom pjesmom nastupa na CMC Festivalu u Vodicama.

### 2017. godina
Godine 2017. nastupat će CMC Festivalu u Vodicama s pjesmom "Ako ako".Snimila je tri singla "Propala veza", "Božić je tu", "Na moj rođendan".Te iste godina izdaje svoj prvi album pod nazivom Glazba, ljubav, život
2018. godina
Nina ima uspješne koncerte u Hrvatskoj i izvan nje,  a najavljuje nove pjesme i duete.

### Albumi
- 2017. – Glazba, ljubav, život

### Pjesme
- 2014. – Zašto cure boli glava
- 2015. – Nina zovu me
- 2016. – Šalajdalaj
- 2016. – Moje tijelo
- 2016. – Zapalit ću klub
- 2016. – Primitivac negativac
- 2017. – Ako ako
- 2017. – Propala veza
- 2017. – Božić je tu
- 2017. – Na moj rođendan
- 2017. – Glumica
- 2017. – Bogati tata ft. Djomla KS
- 2018. – Luda večer ft. Milo Stavros
- 2018. – Dalmatino
- 2018. – Ljubav nema kraj
- 2019. – Jaka sam žena
- 2019. – Mili
- 2020. – Ima da te nema
- 2020. – Samo jedna je Dalmacija ft. Mladen Grdović
- 2021. – Žali nas more ft. Giuliano
- 2022. – Ela Ela
- 2022. – Lude noći